# Dorfkirche Görzig

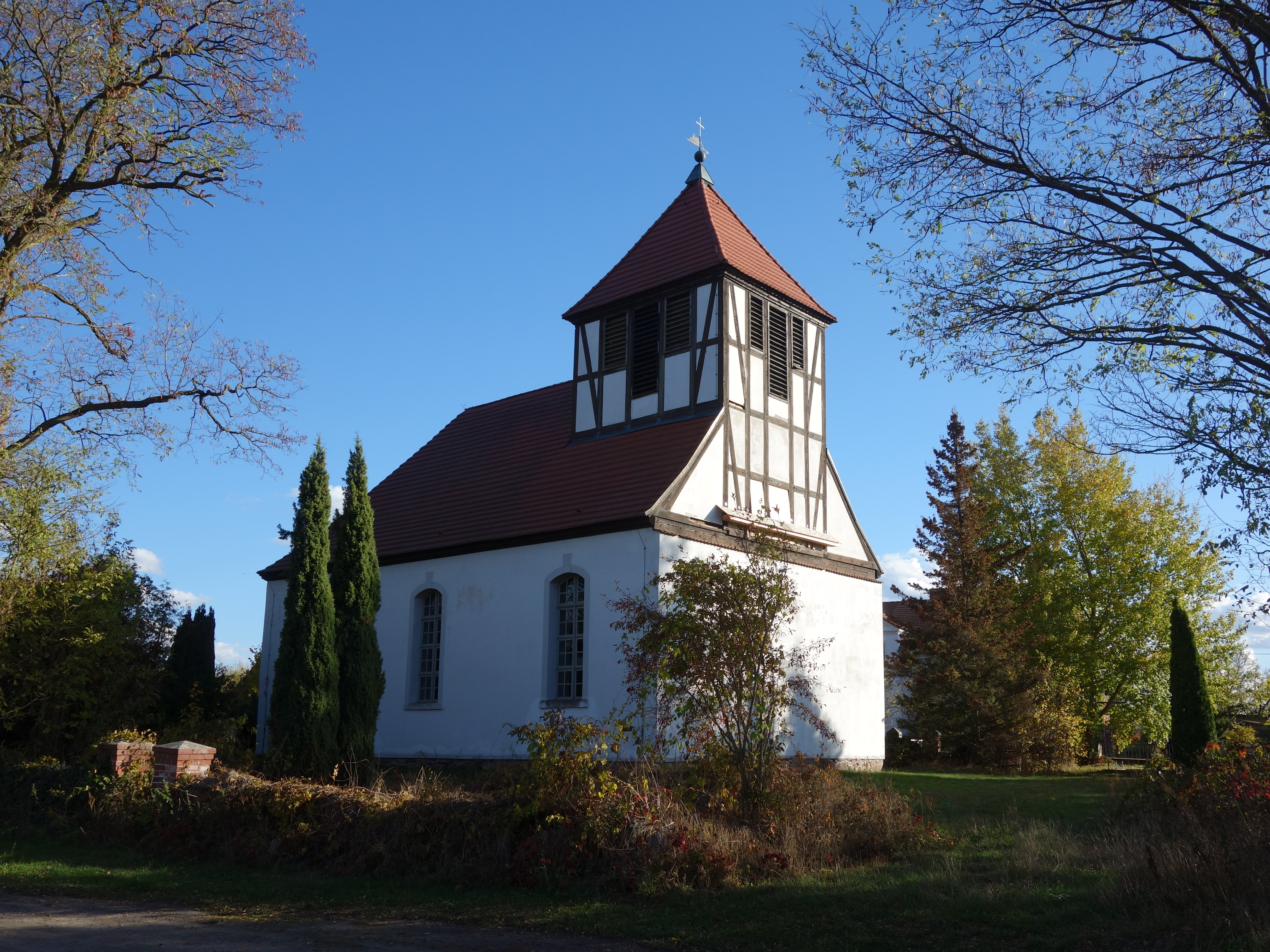
Dorfkirche Görzig

Die evangelische, denkmalgeschützte Dorfkirche Görzig steht in
Görzig, einem Ortsteil der Gemeinde Rietz-Neuendorf im Landkreis Oder-Spree in Brandenburg. Die Kirchengemeinde gehört zum Kirchenkreis Oderland-Spree der Evangelischen Kirche Berlin-Brandenburg-schlesische Oberlausitz.

## Beschreibung
Die verputzte Saalkirche mit dreiseitigem Abschluss im Osten wurde um 1770 erbaut. Aus dem Satteldach ihres Langhauses erhebt sich im Westen ein quadratischer, mit einem Pyramidendach bedeckter Dachturm aus Holzfachwerk, der hinter den Klangarkaden den Glockenstuhl beherbergt, in dem eine 1510 gegossene Kirchenglocke hängt. Das Portal befindet sich an der Südseite. Zur Kirchenausstattung gehört ein Kanzelaltar, der 1746 gebaut wurde. Die Orgel mit acht Registern, einem Manual und einem Pedal wurde 1880 von den Gebrüdern Dinse gebaut.